# Goala (Pella)
Pour les articles homonymes, voir Goala.
Goala est une localité située dans le département de Pella de la province du Boulkiemdé dans la région Centre-Ouest au Burkina Faso.

## Santé et éducation
Goala accueille un centre de santé et de promotion sociale (CSPS) tandis que le centre médical avec antenne chirurgicale (CMA) se trouve à Nanoro.
Le village possède trois écoles primaires publiques.